# 奧爾登斯科耶區

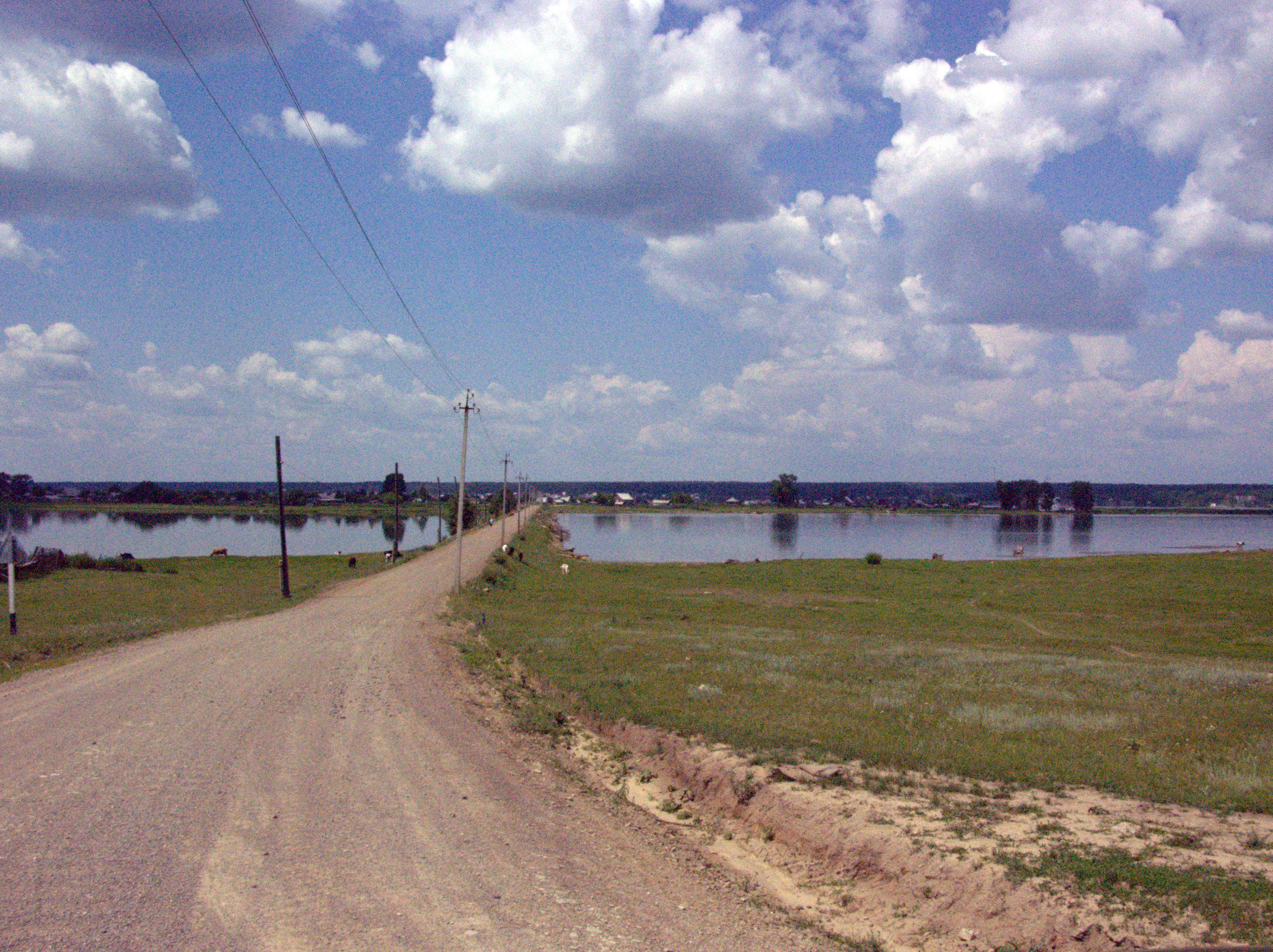

54°22′N 81°54′E / 54.367°N 81.900°E
奧爾登斯科耶區（俄语：Ордынский район），是俄羅斯的一個區，位於該國南部，由新西伯利亞州負責管轄，面積4,389平方公里，2010年人口36,708，人口密度每平方公里8.36人。